# Tipula translucida
Tipula translucida är en tvåvingeart som beskrevs av Doane 1901. Tipula translucida ingår i släktet Tipula och familjen storharkrankar. Inga underarter finns listade i Catalogue of Life.